# Škofovska palača, Porto
Škofovska palača (portugalsko Paço Episcopal) je rezidenca škofov v Portu na Portugalskem. Palača stoji na visoki vzpetini, blizu stolnicee v Portu in dominira nad obzorjem mesta. Je del zgodovinskega središča Porta, ki ga je UNESCO uvrstil na seznam svetovne dediščine.
Palača je pomemben primer poznobaročne in rokokojske posvetne arhitekture v mestu.

## Zgodovina
Prvotna škofovska palača v Portu je bila zgrajena v 12. ali 13. stoletju, kar potrjujejo nekateri arhitekturni ostanki, kot so okna v romanskem slogu, ki obstajajo v sedanji stavbi. Leta 1387 je bila ta srednjeveška palača priča poroki Ivana I. Portugalskega in Philippe Lancasterske.
V 16. in 17. stoletju so palačo močno povečali in stara risba kaže, da je sestavljena iz niza stavb s stolpi, kot je bilo značilno za arhitekturo portugalskih graščin tega obdobja. Sedanja palača pa je rezultat radikalne prezidave v 18. stoletju, ki jo je spremenila v baročno delo.
Domneva se, da je projekt za škofovsko palačo leta 1734 izdelal Italijan Nicolau Nasoni, arhitekt z obsežnim delom v Portu in okolici. Gradbena dela so se začela leta 1737 pod vodstvom arhitekta Miguela Francisca da Silve in so potekala počasi. Škofovstvo v Portu je bilo od leta 1716 do 1741 prazno, ker papež ni uspel potrditi kandidata. Zaradi finančnih omejitev prvotnega projekta nikoli ni bilo mogoče dokončati in so ga morali zmanjšati. Dela so bila končana šele v zadnjih desetletjih 18. stoletja, pod vladavino škofa Rafaela de Mendonça, katerega grb je na glavnem portalu in notranjem monumentalnem stopnišču palače.
Stavba je bila do 19. stoletja uporabljena kot rezidenca mestnih škofov. Med obleganjem Porta leta 1832 je škof pobegnil iz mesta in palačo so čete Petra IV. uporabljale kot oporišče v bitki proti Miguelu I. Mnogo kasneje, med letoma 1916 in 1956, ko škofje niso več živeli v palači, je ta služila kot sedež občine Porto.

## Arhitektura
Škofijska palača je pravokotne oblike z dvoriščem v sredini. Glavna fasada je belo pobarvana s tremi vrstami oken in osrednjim portalom v temnem granitu. Okvirji višjega okenskega reda so v različnih rokoko okvirjih. Glavni portal ima balkon, na vrhu katerega je grb škofa Rafaela de Mendonça, ki je videl dokončanje stavbe.
Ob vstopu v palačo gre obiskovalec skozi dolgo vežo, ki vodi do stopnišča, ki je vrhunec notranjosti. Monumentalno stopnišče, ki ga pripisujejo Nasoniju, je sestavljeno iz prvega niza stopnic, ki mu sledijo stopnice v obliki črke U. Stopnišče spet vodi do baročnega portala z grbom škofa Mendonçe. Celotna soba je harmonično okrašena s stenskimi poslikavami in štukaturo, izdelanimi med 18. in 19. stoletjem v neoklasicističnem slogu. V istem stoletju je bila dodana steklena kupola, ki zagotavlja obilo svetlobe v notranjosti. Drugi prostori palače imajo manj umetniškega pomena.